# 36기 011 디지털배 최고위전
36기 최고위전은 부산일보가 주최하고 한국기원 소속 전문기사로 참가한 국내 기전이다. 도전 5번기 에서는 최고위 이창호 七단을 도전자 조훈현 九단이 3:2으로 꺾고 역전 우승을 차지하며 4연패하여 통산 7회 우승을 달성했다. 

### 참가자격
- 한국기원 소속 전문기사

### 대국방법
- 제한시간 : 예선 및 본선 3시간 ,도전자결정전 4시간, 도전 5번기 5시간
- 덤 : 5집반(0.5집승)

## 대국 결과
| 대진               | 연도   | 대국일자  | 승자        | 패자        | 결과             | 기보 |
| ------------------ | ------ | --------- | ----------- | ----------- | ---------------- | ---- |
| 승자 준결승        | 1996년 | 8월 27일  | 정수현 八단 | 노영하 八단 | 236수 백 불계승  |      |
| 패자 2회전         | 1996년 | 9월 17일  | 노영하 八단 | 서봉수 九단 | 269수 백 6집반승 |      |
| 승자 결승          | 1996년 | 10월 21일 | 정수현 八단 | 조훈현 九단 | 273수 백 3집반승 |      |
| 패자 준결승        | 1996년 | 10월 28일 | 목진석 三단 | 노영하 八단 | 249수 흑 2집반승 |      |
| 패자 결승          | 1996년 | 11월 11일 | 조훈현 九단 | 목진석 三단 | 162수 백 불계승  |      |
| 도전자결정전 제1국 | 1996년 | 12월 11일 | 조훈현 九단 | 정수현 八단 | 255수 흑 불계승  |      |
| 도전자결정전 제2국 | 1996년 | 12월 27일 | 조훈현 九단 | 정수현 八단 | 166수 백 불계승  |      |
| 도전자결정전 제3국 | 1997년 | 1월 일    |             |             |                  |      |
| 도전 1국           | 1997년 | 1월 17일  | 조훈현 九단 | 이창호 九단 | 158수 백 불계승  |      |
| 도전 2국           | 1997년 | 2월 3일   | 조훈현 九단 | 이창호 九단 | 181수 흑 불계승  |      |
| 도전 3국           | 1997년 | 2월 15일  | 이창호 九단 | 조훈현 九단 | 139수 흑 불계승  |      |
| 도전 4국           | 1997년 | 2월 20일  | 이창호 九단 | 조훈현 九단 | 252수 백 2집반승 |      |
| 도전 5국           | 1997년 | 3월 3일   | 이창호 九단 | 조훈현 九단 | 134수 흑 불계승  |      |